# Коломієць Микола Григорович
Мико́ла Григо́рович Коломі́єць (нар. 22 травня 1919— 1 березня 1998) — радянський лісовий ентомолог, спеціаліст із захисту лісу від шкідливих комах. Доктор біологічних наук, професор, провідний науковий співробітник Інституту лісу ім. В. М. Сукачова (Красноярськ). Заслужений діяч науки і техніки РРФСР.

## Біографія
Микола Григорович Коломієць народився 22 травня 1919 року в селі Глібки Подільської губернії в родині заможного селянина . Батько мав хату, корову і пару коней і земельний наділ, одержаний після Жовтневої революції. Із початком колективізації родину визнали куркульською і виселили до Томської області. Щоправда, Миколі, одному з чотирьох дітей, дозволили залишись у селі аби закінчити неповну середню школу. Рік по тому він возз'єднався із рідними у Сибіру.
Микола став учнем бухгалтера ліспромгоспу, закінчив Томський лісотехнічний технікум (1940) і пішов таксатором і фахівцем до тресту «Томліс». Навесні 1941 р. його призвали до лав Червоної армії, а невдовзі почалася війна. Він воював у складі технічної служби авіаційного полку 197-ї штурмової авіадивізії 16-ї повітряної армії. За відмінне обслуговування бойових вильотів удостоєний орденів та медалей (дивись персональну картку праворуч).
Демобілізувавшись, М. Коломієць працював лаборантом у Томському університеті, поступив до Красноярського лісотехнічного інституту (1946). Навчання поєднував з заробітчанством (бухгалтером «Рибтресту», техніком). За два роки він закінчив з відзнакою інститут і став науковим співробітником Сибірського НДІ лісового господарства і експлуатації. Після закінчення аспірантури при кафедрі захисту лісу Красноярського лісотехнічного інституту він захистив кандидатську дисертацію (1952).
Із наступного року і до кінця життя він працював в академічних наукових установах — Біологічному інституті та Інституті лісу ім. В. М. Сукачова. У 1964 році він став доктором біологічних наук. Його плідна наукова праця відзначена орденом «Знак Пошани» та трьома медалями.
1 березня 1998 року Микола Григорович Коломієць помер

## Наукова діяльність
Основний напрям наукової роботи М. Г. Коломійця — захист лісу від комах-шкідників, головним чином — метеликів. Розробка способів боротьби базувалася на ґрунтовному вивченні біології цих комах.
Такий підхід визначився в період роботи над кандидатською і докторською дисертаціями. Обидві вони присвячені біології і господарському значенню сибірського шовкопряду. Для нього вчений вперше встановив зв'язок виникнення осередків розмноження із різними типами ландшафтів і фітоценотичними характеристиками лісу, виявив масовий перехід популяції до однорічного циклу розвитку, більшу вразливість насаджень із переважанням ялиці. Вчений розробив методику довгострокового прогнозування масових розмножень сибірського шовкопряду. Для моніторингу ситуації ентомолог створив регіональну інформсистему «Тайга». За ініціативою і участю М. Коломійця було здійснено масштабні авіахімічні обробки лісу під час спалаху розмноження цього виду у 1950-х роках. Піонерськими стали також його праці по зниженню чисельності метеликів шляхом використання ультрафіолетового випромінювання.
Характерною рисою вченого була надзвичайна вимогливість до власних робіт, намагання робити висновки на незаперечному фундаменті. Зокрема, в процесі досліджень сибірського шовкопряду він вивчив 143 000 його яєць, 21 000 гусениць і 12 000 лялечок, здолав 6 000 км наземних і 4500 км авіаційних експедицій.
Вагомим був внесок вченого у вивчення інших комах–фітофагів: непарного шовкопряда, білана жилкуватого, п'ядунів, пильщиків, короїдів тощо.
Особливе значення має розгорнуте ним вивчення природних ворогів комах– шкідників. Він дійшов висновку, що часом немає сенсу у хімічних обробках лісу чи лісонасаджень, тому що популяція шкідників буде придушена її природними ворогами — хижаками і паразитами. М. Коломієць створив величезну еталонну колекцію паразитичних мух тахін Євразії — унікальну довідкову базу для теперішніх і майбутніх досліджень.
Чималою була й науково-організаційна діяльність М. Коломійця. Він працював вченим секретарем академічних установ, очолював створену ним лабораторію ентомофагів (1962), Новосибірський відділ Інституту лісу АН СРСР (1975), Сибірське відділення Всесоюзного ентомологічного товариства. Його обрали почесним членом-кореспондентом Фінського ентомологічного товариства. 18 його учнів стали кандидатами біологічних наук.

## Основні праці
| О вреде пихтовой шишковертки // Лесное хозяйство. — 1950. — Вып. 10. — С. 80–81. Новый вид рода Masicera (Diptera, Sarcophagidae) из Сибири — паразит сибирского шелкопряда // Зоолог. журн. — 1952. — Т. 31, вып. 2. — С. 297—304. Основы биологического метода борьбы с сибирским шелкопрядом // Тр. по лесному хозяйству Западной Сибири. — Новосибирск: Зап.–Сиб. отд. ВНИТОЛЕС, 1954. — Вып. 1. Лесоводство и защитное лесоведение. — С. 189—198. Вредные насекомые лесных полезащитных полос в Хакасии и возможные меры борьбы с ними // Тр. по лесному хозяйству Западной Сибири. — Новосибирск: Зап.–Сиб. отд. ВНИТОЛЕС, 1954. — Вып. 1. — С. 199—204. Защита лесов от повреждений насекомыми и болезнями // Пути улучшения лесов Сибири. — Новосибирск: Новосиб. кн. изд–во, 1955. — С. 66–72. Вредители лесов Хакасии //Тр. Томск. гос. унив. — Томск: ТГУ. — 1955. — Т. 131. — С. 333—338. Материалы к прогнозу развития сибирского шелкопряда // Тр. Томск. гос. унив. — Томск: ТГУ. — 1955. — Т. 131. — С. 345—354. Важнейшие вредители лесов Западной Сибири и меры борьбы с ними // Тр. по лесному хозяйству Западной Сибири. — Новосибирск: Зап. — Сиб. отд. ВНИТОЛЕС, 1955. — Вып. 2. — С. 21–36. Паразиты кистехвоста в Сибири // Тр. Биол. ин–та Зап.–Сиб. фил. АН СССР. — Новосибирск: Зап. — Сиб. отд. ВНИТОЛЕС, — 1956. — Вып. 1. — С. 79–84. Паразиты боярышницы и черемуховой моли в Западной Сибири // Тр. Томск. гос. унив. Сер. биол.– Томск: ТГУ, — 1956. — Т. 142. — С. 215—222. Сибирский шелкопряд — вредитель равнинной тайги // Тр. по лесному хозяйству Западной Сибири. — Новосибирск: Зап.–Сиб. отд. ВНИТОЛЕС, 1957. — Вып. 3. — С. 61–76. Итоги изучения вредителей кедра и задачи борьбы с ними. Материалы науч.–произв. конф. по комплекс. использ. и воспроизводству кедров. лесов // Тр. по лесному хоз–ву Сибири. — Новосибирск: Изд–во АН СССР. Сиб. отд. Биол. ин–т, 1960. — Вып. 6. — С. 175—183. Сибирский шелкопряд в Туве // Тр. по лесному хоз–ву Сибири. — Новосибирск: Изд–во АН СССР. Сиб. отд. Биол. ин–т, 1960. — Вып. 5. Вопросы лесоведения и лесоводства. — С. 129—147. Холодостойкость гусениц сибирского шелкопряда и температурный режим в местах их зимовки // Известия СО АН СССР. — Новосибирск. — 1961. — Вып. 1. — С. 113—120. Паразиты и хищники сибирского шелкопряда. — Новосибирск: СО АН СССР, 1962. — 174 с. Сибирский шелкопряд и его роль в хвойных лесах Западной Сибири // Тр. по лесному хоз–ву Сибири. — Новосибирск: СО АН СССР, 1962. — Вып. 7. Естественное возобновление хвойных в Западной Сибири. — С. 137—161, 169—175. Экологические особенности желтогузки в лесах Тувы // Вопросы экологии. — Киев. — 1962. — Т. 7. Вопросы экологии наземных беспозвоночных. — С. 82–83. Дымчатая сумеречная пяденица — вредитель лесов в Западной Сибири //. Известия СО АН СССР, — Новосибирск. — 1965. — № 4. Серия биол.–мед. наук, Вып.1. — С. 105—112. Световые ловушки и их использование в защите растений. — М.: Наука, 1966. — 138 с. [У співавторстві з І. А. Терсковим] | Изучение цикла массового размножения сибирского шелкопряда в лиственничных лесах Тувы // Лиственница. — Красноярск: СИБТИ, 1968. — Т. 3. — С. 247—255. Особенности повторного размножения сибирского шелкопряда в лесах Западной Сибири // Известия СО АН СССР. — 1970. — № 15. Серия биол. наук, вып. 3. — С. 89–92. Враги леса. — Томск: Зап. Сиб. кн. изд–во, 1972. — 71 с. [У співавторстві з Косинською І. С. і Майєра Е. І.] Естественные враги ивовой волнянки в Западно–Сибирской низменности // Известия СО АН СССР. — 1971. — № 10 (190). — Вып. 2, сер. биол. наук. — С. 102—109. Вредные насекомые кедровых лесов // Использование и воспроизводство кедровых лесов. — Новосибирск: Наука, 1971. — С. 34–43. Закономерности массового размножения сосновой пяденицы в Западной Сибири и их практическое значение // Защита леса. — Вып. 2. — Межвузовск. сборн. науч трудов. — Л. — 1977. — С. 61–63. Принципы использования энтомофагов в защите лесов Сибири // Известия СО АН СССР, сер. биол. наук, 1980. — № 10, вып. 2. — С. 48–51. Биология вязовой пестрой пяденицы в Западной Сибири // Известия СО АН СССР. Сер. биол. наук. — 1983. — № 15. — Вып. 3. — С. 104—108. Паразитические двукрылые фауны СССР. Diptera, Tachinidae. Определитель. — Новосибирск: Наука, 1984. — 232 с. [У співавторстві з Л. С. Зиміним]. Чешуекрылые — вредители березовых лесов. — Новосибирск: Наука, 1985. — 129 с. [У співавторстві з С. Д. Артамоновим]. Насекомые — паразиты и хищники непарного шелкопряда (Lymantria dispar L., Lepidoptera) азиатской части СССР // Известия СО АН СССР. Сер. биол наук. — 1987. — № 6. — Вып. 1. — С. 83–89. Насекомые — паразиты и хищники соснового шелкопряда (Dendrolimus pini L., Lepidoptera) в СССР // Известия СО АН СССР. Сер. биол. наук. — 1989. — Вып. 1. — С. 70–75. Оптимальные стации зимовки сибирского шелкопряда // Экологическая оценка местообитаний лесных животных. — Новосибирск: Наука. — Сиб. отд–ние. — 1987. — С. 69–75. Насекомые — паразиты и хищники монашенки (Lymantria monacha L., Lepidoptera) в СССР // Насекомые и гельминты. Фауна Сибири. — Новосибирск: Наука, Сиб. отд–ние. , 1990. — С. 242—251. Дымчатая ольховая пяденица. — Красноярск: ИЛиД АН СССР, 1991. — 76 с. Двукрылые насекомые–энтомофаги лесных шелкопрядов. — Новосибирск: Наука. — 1994. — 150 с. [У співавторстві з С. Д. Артамоновим]. Зональные особенности массового размножения хвое– и листогрызущих насекомых в лесах Западно–Сибирской низменности // Лесоведение. — 1995. — Вып. 6. — С. 13–17. |

- Загалом М. Г. Коломієць є автором понад 200 наукових публікацій (в тому числі 14 монографій). Їх повний перелік дивись на[5].